# Peter Weller (Fotograf)

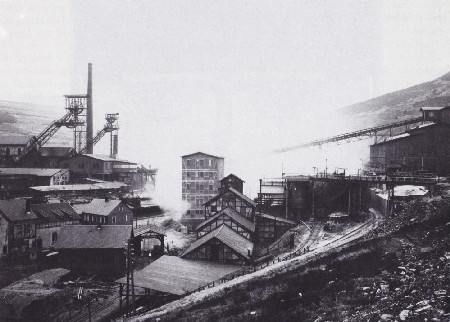
Fotografie Wellers der Grube Storch & Schöneberg aus dem Jahr 1912

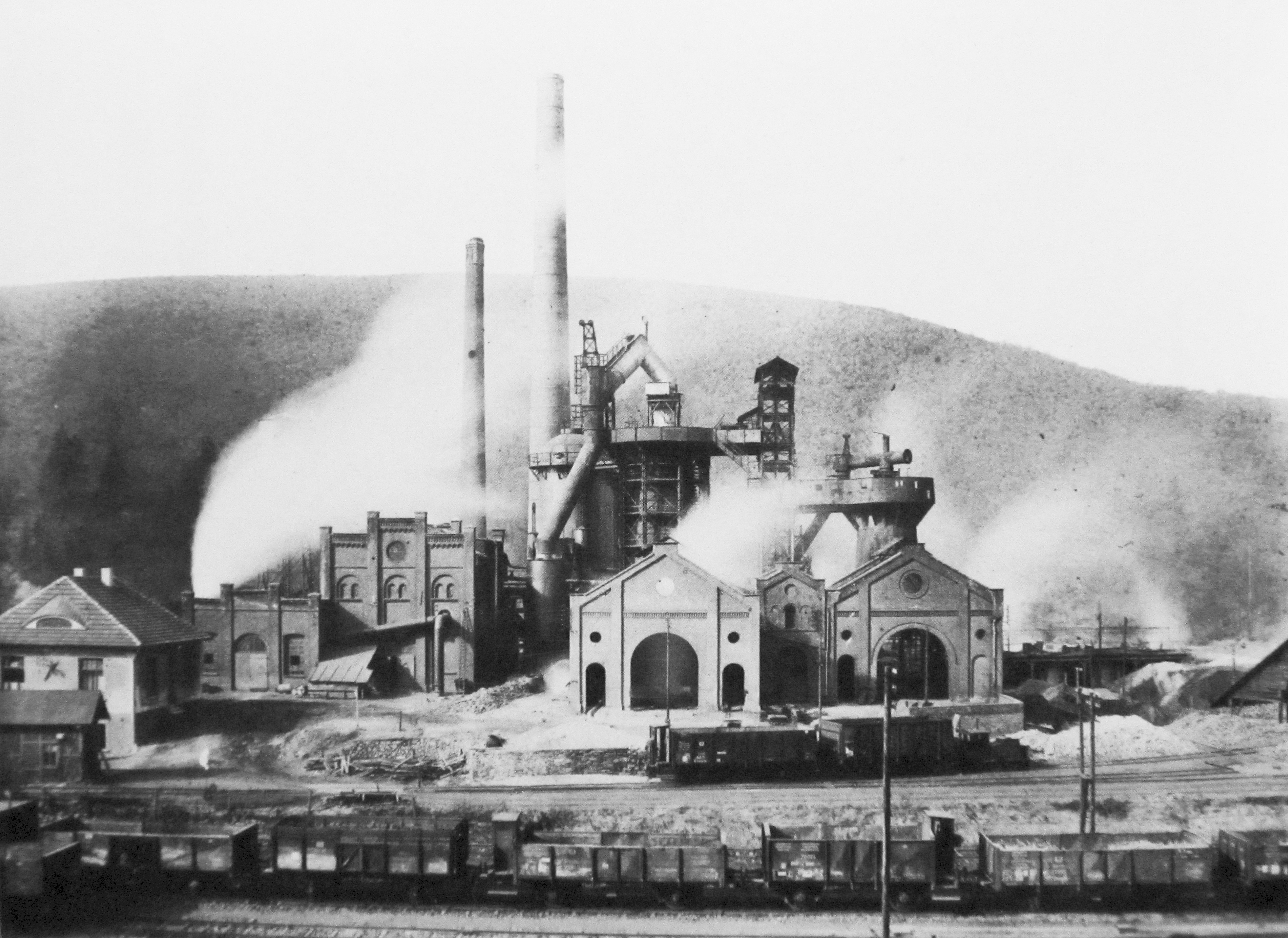
Fotografie Wellers der Marienhütte in Eiserfeld

Peter Weller (* 2. Juni 1868 in Hommelsberg, Westerwald; † 6. Januar 1940 in Düsseldorf) war ein deutscher Fotograf und Unternehmer. Weller hielt Industrie, Landwirtschaft und Menschen des Siegerlandes zu Anfang des 20. Jahrhunderts systematisch im Bild fest. Mit der posthumen Wiederentdeckung seines Werkes durch Bernhard und Hilla Becher und die Ausstellung seiner Aufnahmen auf der documenta 6 (1977) zwischen den Großen der Fotogeschichte wurden er und seine Fotografien international bekannt.
Weller begann nach dem Besuch der Volksschule in seinem Geburtsort als Haldenjunge auf der nahegelegenen Grube Bindweide zu arbeiten. Danach war er im Grubenbüro beschäftigt. Später arbeitete er in der Krupp’schen Bergwerksverwaltung in Kirchen (Sieg), später Betzdorf. 1903 zog Weller von Kirchen nach Betzdorf, wo er zeitweise nebenberuflich eine Handelsschule betrieb. Nach Literatur dürfte er sich erst kurz nach 1900 mit dem Thema Fotografie beschäftigt haben. 1910 veröffentlichte er 50 seiner Fotos auf einer landwirtschaftlichen Ausstellung in Altenkirchen, zu diesem Zeitpunkt war er bereits ein versierter Fotograf. 1913 steuerte er Fotos zur „Essener Sauerland-Ausstellung“ bei. Für die 1915 geplante Ausstellung zur 100-jährigen Zugehörigkeit des Siegerlandes zu Preußen fertigte er Fotografien an. Die Ausstellung wurde jedoch durch die Kriegsgeschehnisse verhindert. Diese Geschehnisse hielt er in Betzdorf fest. Das waren Wellers letzte fotografische Arbeiten. 1919 zog Peter Weller nach Lüdenscheid, wo er bis 1923 die Leitung des Lüdenscheider Zentral-Theaters übernahm. 1933 zog er nach Düsseldorf, wo er ein Lichtspieltheater übernahm. 1937 gründete Weller die Firma „Central-Theater Weller & Co.“, in die seine Kinder 1941 nach seinem Tod als Gesellschafter einstiegen. Weller verstarb 71-jährig am 6. Januar 1940. Er war seit 1899 verheiratet und hatte einen Sohn (* 1902) sowie eine Tochter (* 1905).
Auf der Documenta 6 im Jahr 1977 wurden acht seiner Aufnahmen von Bergwerken und Hütten im großen Format ausgestellt, die Bernhard und Hilla Becher zur Verfügung gestellt hatten. Im Katalog dieser größten europäischen Kunstausstellung findet sich davon die nebenstehende Aufnahme der Marienhütte in Eiserfeld.
2007 zeigte das Bergbaumuseum des Kreises Altenkirchen eine Sonderausstellung mit 60 von Wellers Fotografien zum Thema Bergbau im Siegerland. 2011 präsentierte der Siegerländer  Heimat- und Geschichtsverein Wellers Bilder im Rahmen der Ausstellung „Im Land der Erzgruben, Eisenhütten und Hauberge“ in Siegen. Bilder aus dieser  Ausstellung wurden 2015 in Kooperation mit dem Kreis Altenkirchen im dortigen Landratsamt gezeigt. Im Jahr 2017 wurden Aufnahmen Wellers in die Ausstellung „Industrie als Motiv“ der Photographischen Sammlung/SK Stiftung Kultur in Köln einbezogen. Im Mai 2018 präsentierte das walzWERKwisen Fotografien von Peter Weller in der Ausstellung "Der klare Blick" in Wissen(Sieg). Zum 150. Geburtstag von Peter Weller zeigte die Verbandsgemeinde Betzdorf-Gebhardshain in der Jubiläumsausstellung in Gebhardshain erstmals Vergrößerungen der originalen Kontaktabzüge von Peter Weller mit Motiven aus dem Kreis Altenkirchen.

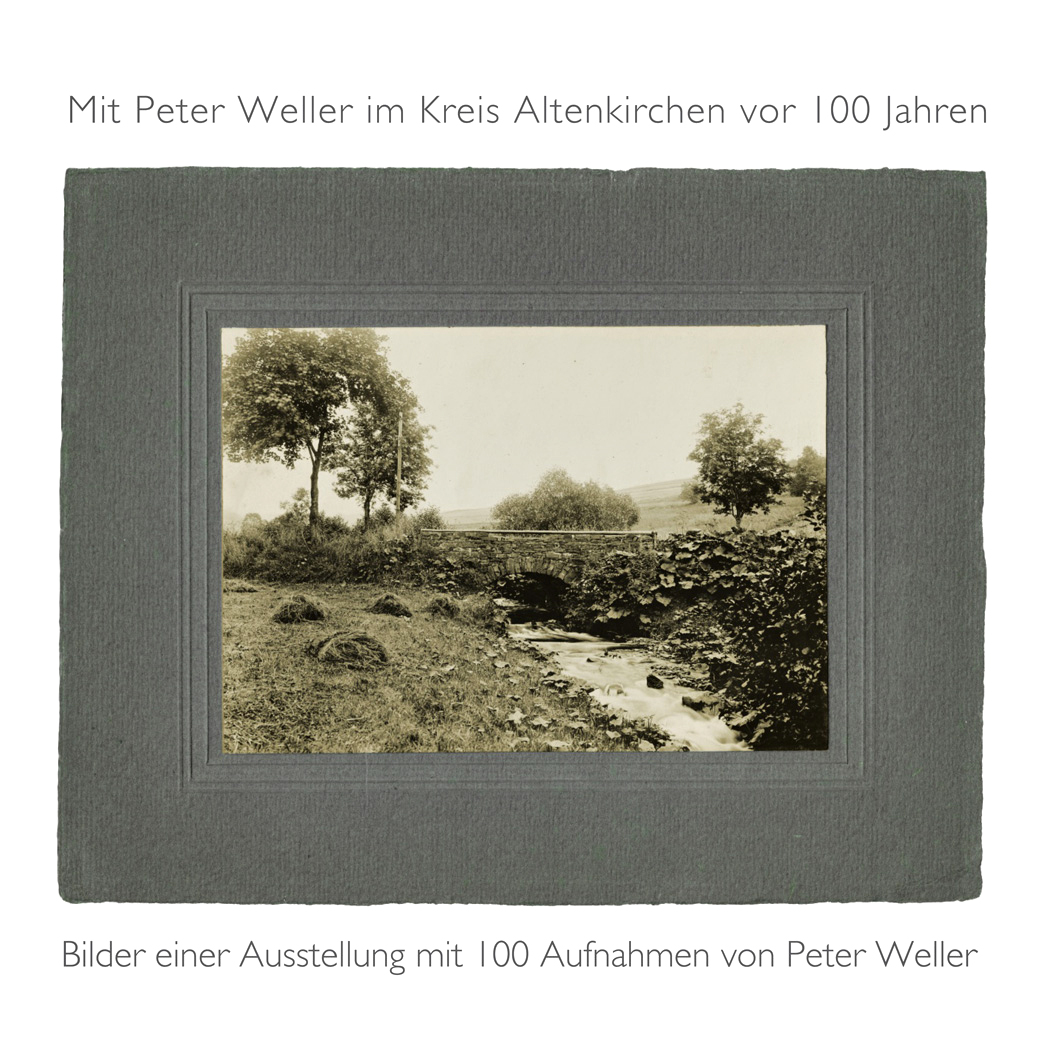
PW-AK-2018-Ts

Am Jahreswechsel 2017/18 erschien zum Jubiläumsjahr des 150. Geburtstags Wellers ein umfangreicher Bildband, mit dem erstmals das Werk Wellers in seiner ganzen thematischen und stilistischen Breite vorgestellt und erläutert wird. Waren vorher immer moderne Abzüge der Originalglasplatten als Vorlage genutzt worden, so konnten hier erstmals bis dato unbekannte historische Originalabzüge von Weller aus einer umfangreichen Privatsammlung verwendet werden.
2021 zeigte das Bergbaumuseum des Kreises Altenkirchen, in Kooperation mit dem Siegerländer Heimat- und Geschichtsverein, die Sonderausstellung "Dimension Farbe" mit 20 großformatigen Fotografien Wellers, die von dem Herdorfer Architekten Carsten Trojan koloriert wurden.